# Ibrahima Cissé (calciatore 2001)
Ibrahima Cissé (Dreux, 15 febbraio 2001) è un calciatore maliano, difensore dello Schalke 04.

## Carriera

### Club
Cissé ha iniziato la sua carriera calcistica con la maglia del Gent, con cui ha debuttato il 9 dicembre 2021 nell'incontro della fase a gironi di UEFA Conference League vinto 1-0 contro il Flora Tallinn.
Il 3 maggio 2022 è stato acquistato dallo Schalke 04.

### Nazionale
Ha giocato nella nazionale maliana Under-23.
Nel 2024 è stato convocato dalla nazionale olimpica maliana per partecipare ai Giochi della XXXIII Olimpiade.
Nell'ottobre 2024 è stato convocato per la prima volta dal Mali, con cui ha esordito il 19 novembre dello stesso anno nel successo per 6-0 contro l'eSwatini.

## Statistiche

### Presenze e reti nei club
Statistiche aggiornate al 24 luglio 2024.
| Stagione        | Squadra         | Campionato      | Campionato | Campionato | Coppe nazionali | Coppe nazionali | Coppe nazionali | Coppe continentali | Coppe continentali | Coppe continentali | Altre coppe | Altre coppe | Altre coppe | Totale | Totale | Totale |
| Stagione        | Squadra         | Comp            | Pres       | Reti       | Comp            | Pres            | Reti            | Comp               | Pres               | Reti               | Comp        | Pres        | Reti        | Pres   | Reti   |        |
| --------------- | --------------- | --------------- | ---------- | ---------- | --------------- | --------------- | --------------- | ------------------ | ------------------ | ------------------ | ----------- | ----------- | ----------- | ------ | ------ | ------ |
| 2021-2022       | Gent            | D1              | 2          | 0          | CB              | 0               | 0               | UECL               | 1                  | 0                  |             | -           | -           | 3      | 0      |        |
| 2022-2023       | Schalke 04 II   | RL              | 16         | 5          |                 | -               | -               |                    | -                  | -                  |             | -           | -           | 16     | 5      |        |
| 2023-2024       | Schalke 04 II   | RL              | 7          | 0          |                 | -               | -               |                    | -                  | -                  |             | -           | -           | 7      | 0      |        |
| 2023-2024       | Schalke 04      | 2L              | 4          | 0          | CG              | 1               | 0               |                    | -                  | -                  |             | -           | -           | 5      | 0      |        |
| Totale carriera | Totale carriera | Totale carriera | 29         | 5          |                 | 1               | 0               |                    | 1                  | 0                  |             | -           | -           | 31     | 5      |        |

## Palmarès

### Club

#### Competizioni nazionali
- Coppa del Belgio: 1

Gent: 2021-2022